# 김천신일초등학교
김천신일초등학교는 대한민국 경상북도 김천시에 있는 초등학교다.

## 학교 연혁
- 1995. 09. 01 김천신일초등학교 설립 인가
- 1997. 03. 01 김천신일초등학교 개교 (21학급) · 초대 교장 김동규 부임
- 1997. 06. 05 학교 공사 준공(24학급 인가)
- 1998. 05. 31 후관 15교실 증축
- 1999. 09. 01 제2대 윤석렬 교장 부임
- 1999. 09. 18 운동장 스탠드 차양시설 준공
- 1999. 12. 27 후관 5층 6개교실 준공
- 1999. 12. 30 학교교육추진 모범교 교육부장관표창
- 1998.03.01~2000.02.29 교육부지정 인성시범학교
- 2002. 03. 01 43학급 편성
- 2002. 09. 01 30학급 편성 (김천동신초등학교 개교 12학급 분리)
- 2002. 10. 14 역사관 개관
- 2003. 08. 26 샘물도서관 개관
- 2003. 09. 01 제3대 이성일 교장 부임
- 2005. 01. 20 주5일제 도지정 연구학교 지정
- 2005. 01. 31 학교경영평가 최우수교 표창
- 2005.03.01~2007.02.28 도지정 주 5일 수업제 연구학교
- 2005. 10. 25 저축의식 함양 재정경제부장관 표창
- 2005. 12. 20 전국 100대 교육과정 우수교 표창
- 2006. 01. 26 학교경영평가 최우수교 표창
- 2006. 09. 01 제4대 이상오 교장 부임
- 2006. 12. 20 전국 100대 교육과정 최우수교 표창
- 2008. 01. 15 인조 잔디 운동장 조성 공사 완공
- 2008. 02. 15 교지 창간호 「솔누리」 발간
- 2008. 03. 01 제5대 윤상탁 교장 부임
- 2009. 01. 21 방과후학교 우수교 표창
- 2009. 07. 14 다목적 강당 (솔누리관) 준공
- 2010. 01. 20 자율 수업장학운영 우수교 표창
- 2010. 04. 01 돌봄교실 준공
- 2011. 03. 01 제6대 조준현 교장 부임
- 2011. 07. 01 Wee클래스 교실 리모델링
- 2013. 09. 01 제7대 이종욱 교장 부임
- 2014. 03. 17 돌봄교실2 리모델링
- 2014. 12. 29 제7회 경북 eduTop 우수(감동교육)
- 2015. 01. 02 100대 교육과정 우수 표창
- 2015. 02. 13 제17회 졸업식(졸업생 총수 2,709명)
- 2015. 03. 01 21학급 편성(특수 2학급)
- 2015. 09. 01 제8대 하종언 교장 부임
- 2016. 10. 27 등교로 우천통로내 안전펜스 설치
- 2016. 11. 07 통학로 및 차도 미끄럼방지 바닥재 포장공사
- 2017. 02. 10 제20회 졸업 (총 2870명)
- 2017. 03. 02 학년별 놀이채험장 설치
- 2017. 04. 01 역사관 이전 (본관 현관)
- 2017. 07. 21 운동장 친환경 우레탄 설치
- 2018. 01. 19 시청각실 의자 교체
- 2018. 02. 02 냉난방기 교체 (본관 후관 교실)
- 2018. 02. 09 제21회 졸업 (총2955명)
- 2018. 03. 01 제10대 권명준 교장 부임

일부 출처:교내 역사관